# Saint-François-Longchamp
Saint-François-Longchamp är en kommun i departementet Savoie i regionen Auvergne-Rhône-Alpes i sydöstra Frankrike. Kommunen ligger i kantonen La Chambre som tillhör arrondissementet Saint-Jean-de-Maurienne. År 2018 hade Saint-François-Longchamp 321 invånare.

## Befolkningsutveckling
Antalet invånare i kommunen Saint-François-Longchamp
| Referens: INSEE |